# Palugyay Zoltán
Palugyay Zoltán (Bodafalu, 1898. november 9. – Gyömbér, 1935. szeptember 18.) író, grafikus, festőművész, a szlovák modernizmus megalapítója.

## Munkássága
Felvidéki evangélikus magyar nemesi család sarja. 1909-től a rózsahegyi piarista főgimnázium, 1911-től az iglói evangélikus főgimnázium magántanulója. 1913-tól a liptószentmiklósi főgimnázium tanulója, ahol kitűnt a vívásban és oklevelet kapott, szavalt és részt vett a színielőadásokban. 1915-ben alapító tagja volt a gimnázium Mikszáth Kálmán önképzőkörének, ahol pénztáros lett. 1916-ban VII. osztályos tanulóként tandíjmentesen érettségizett, s tanulmányai befejezésére külön tanfolyamon vett részt. Tizennyolc évesen, az első világháborúban az olasz frontra hívták be. Ott indult festői pályafutása az osztrák–magyar hadsereg katonájaként.
Művészeti tanulmányait Budapesten, 1919–1920-ban a Képzőművészeti Főiskolán, Balló Ede tanítványaként kezdte. 1919-ben Liptószentmiklóson már bemutatkozott képeivel a Szlovák Képzőművészeti Kiállításon. 1920–1921-ben Krakkóban Władysław Jarockinál, majd Berlinben és Hamburgban folytatta képzését, végül 1924–1926 folyamán Münchenben Hans Hofmann magániskolájában fejezte be. 1920-ban Krakkóban a Sztuka művészegyesület tárlatain is részt vett.
Az 1920-as évek elején Erdélyben telepedett le, Kézdivásárhelyen volt műterme, a közeli Kommandóról házasodott. 1924-ben Kézdivásárhelyen gyűjteményes kiállítást rendezett műveiből. Az itt megjelenő Székely Újság 1925. augusztus 23. és 1926. december 5. között közölte Tatárok című regényét, amely az év végén könyv alakban is megjelent. 1925-ben a Gődöllői művésztelepen is dolgozott.
1926 nyarán visszatért Szlovákiába, és a bodafalvi családi kúriában lakott. Hazatérése után bekapcsolódott a Szlovák Képzőművészek Társaságának tevékenységébe. 1927-ben egy nagyobb kollekcióval vett részt a XIII. zsolnai kiállításon. Janko Alexy és Miloš Alexander Bazovský festőművészekkel a szlovák művészet megújítására olyan művek létrehozását határozták el, amelyek témája Közép-Szlovákia legjellegzetesebb régióiból származik. A népi zsánerképfestészet helyett a modernizmus elemeinek a festészetben történő megvalósításával képzelték el a szlovák megújulást. Közös kirándulásokat tettek Turócba, Árvába, a Felső-Garam mentére és Liptóba. Élményeikből alkotott műveiket kiállítások sorozatában mutatták be, s ezek alkalmával a képzőművészet problémáiról szóló népszerűsítő előadásokat és vitákat is tartottak. 1930-ban Bazovskýval tanulmányutat tett Franciaországba, Svájcba és Németországba. Az 1933-ban Alexy által Pöstyénben létrehozott művésztelepen együtt alkottak.
Művei tájképek és alakos kompozíciók. Kezdetben festői stílusára, tájábrázolására nagy hatást gyakorolt Jean-Baptiste Camille Corot, Paál László és Mednyánszky László. Később „az expresszionizmussal kevert Art nouveau és szimbolizmus […] Palugyayra hatott leginkább. Természeti motívumokat feldolgozó akvarelljei, pasztell- és monotípia alkotásai – tájképek falusi házzal és csűrrel, csendéletek – egyfajta transzcendentális fatalizmus bélyegét viselik magukon. Bazovskýval közös, 1930-as útja [ismét] hatással volt későbbi munkásságára. A kerek és lágy, stilizált formák hegyesszögű, geometrikus, tört vonalakkal egészülnek ki. Rajzai és pasztelljei erős dinamikus hangsúllyal bírnak.”
1934-ben Pozsonyban és Krakkóban volt kiállítása.  

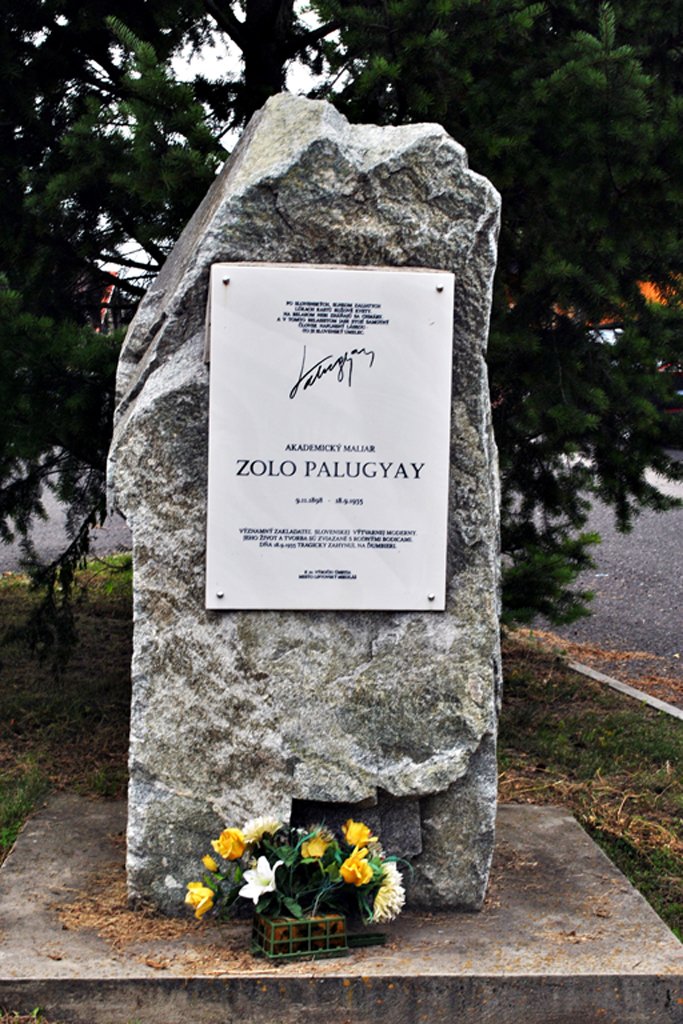
Palugyay Zoltán emlékműve szülőfalujában

1935. szeptember 18-án egy tátrai kirándulás alkalmával a Gyömbér hegyi menedékházból festőfelszerelésével és csomagjaival elindult, s eltűnt. A napilapok eltérő híradásai szerint vagy egy szakadékba zuhant és halálát lelte, vagy bűntény áldozata lett. Maradványait 1936-ban lelték fel, az elsődleges híradások szerint a bűneset lehetőségét kizárták. Tíz hónap elteltével, 1937. július 17-én temették el a művészt szülőfalujában, Bodafaluban, a Palugyay család sírboltjába. Halála után özvegye pereskedett a biztosítótársasággal.
Felesége, Katarina Gallotsik (1910–1968) volt, leányuk, Palugyay Éva Mikuláš Ricotti, Niko (1929–1998) szlovák operatőr és dokumentumfilm-rendező felesége lett.

## Irodalmi műve
- Palugyay Zoltán: Tatárok. Regény. Kézdivásárhely (Târgu Secuiesc), 1925. Túróczi István kny. 148 l. (A borítéklapon 1926 áll.)[7]

## Fordítás
- Ez a szócikk részben vagy egészben  a   Zoltán Palugyay című szlovák Wikipédia-szócikk ezen változatának fordításán alapul.  Az eredeti cikk szerkesztőit annak laptörténete sorolja fel. Ez a jelzés csupán a megfogalmazás eredetét és a szerzői jogokat jelzi, nem szolgál a cikkben szereplő információk forrásmegjelöléseként.

## Képgaléria

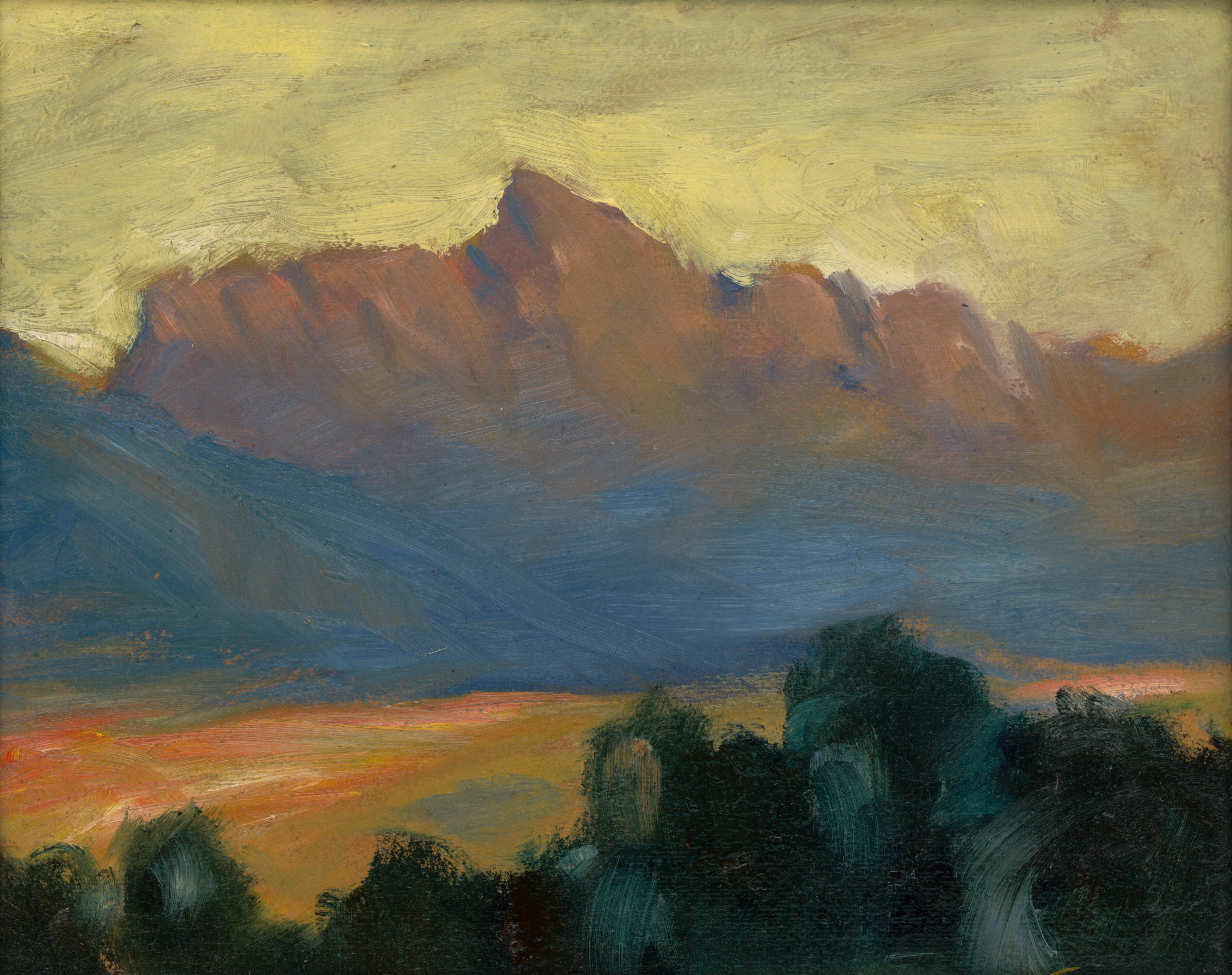
Kriváň, 1925
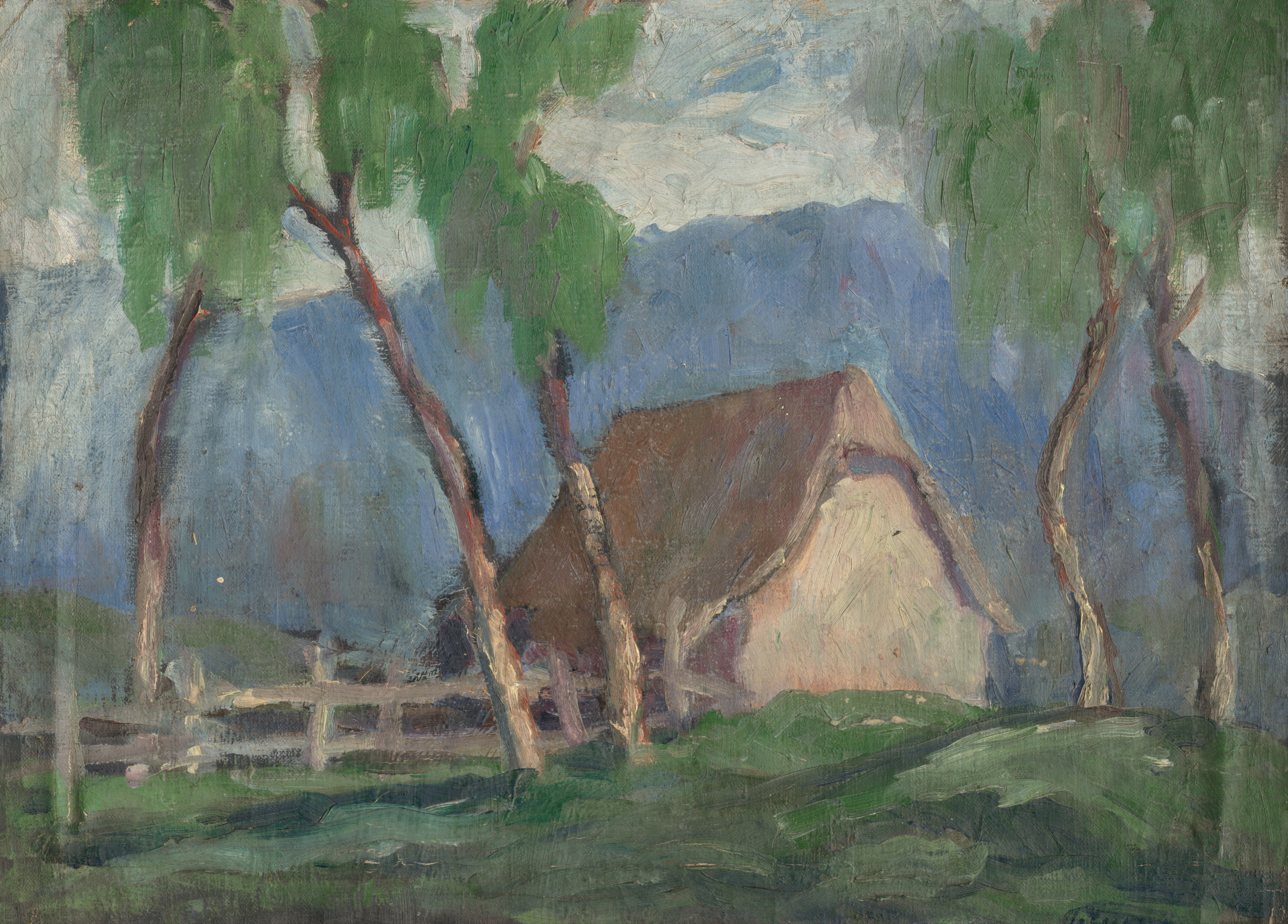
Krajina s brezami (Tájkép nyírfákkal), 1919
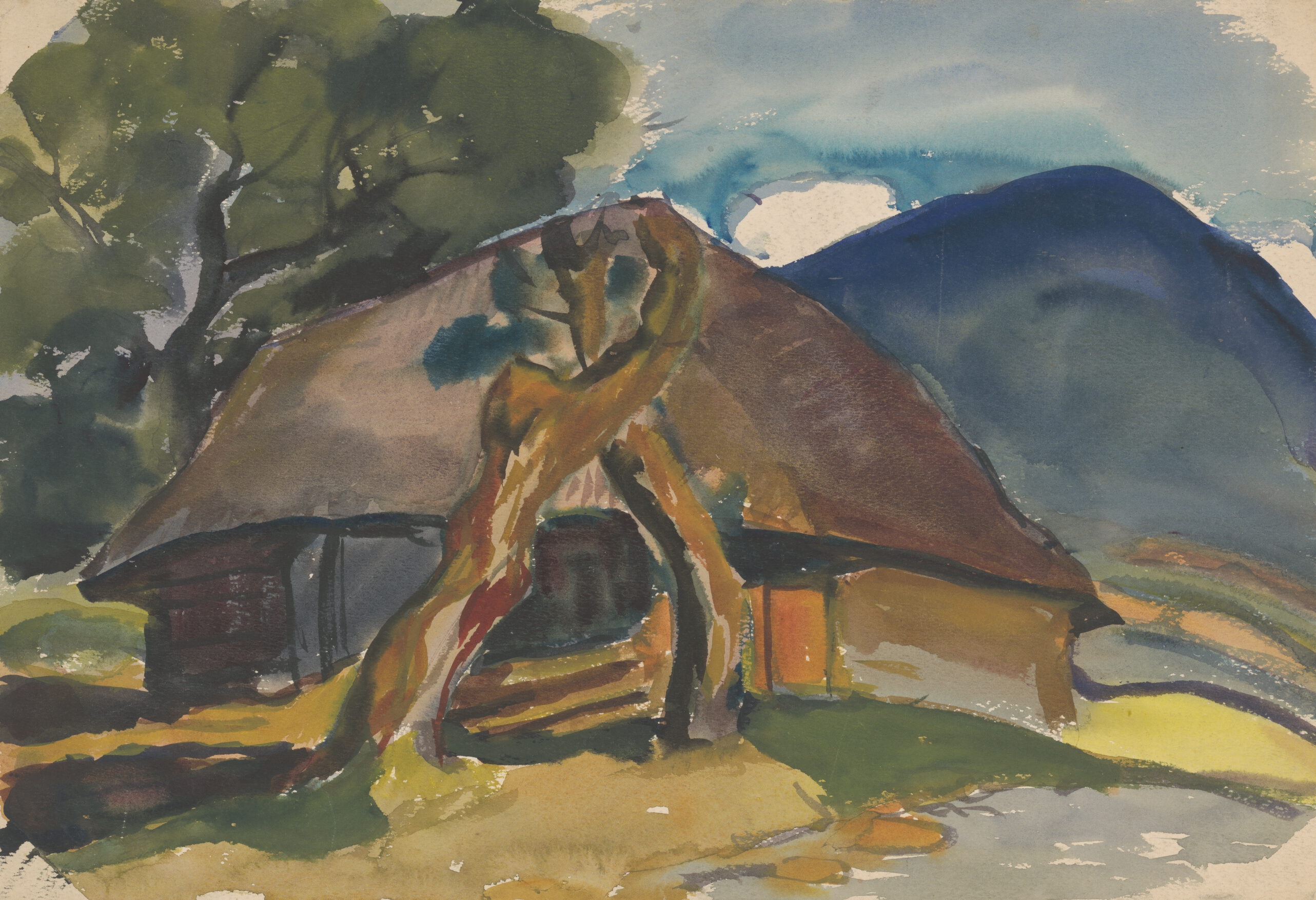
Chalupa pod horami (Házikó a hegyek alatt), 1930
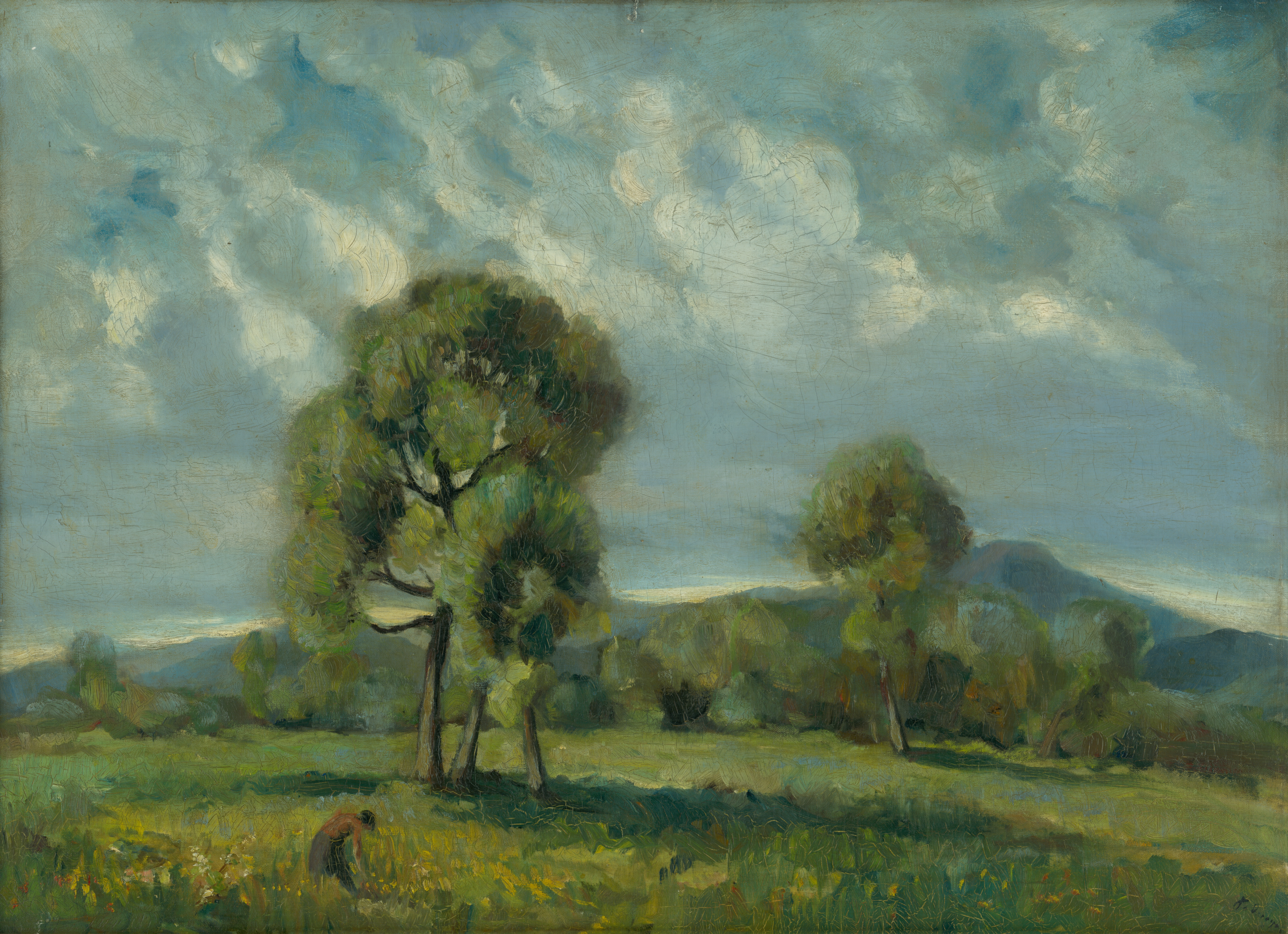
Liptovská krajina so stromami (Liptói táj fákkal), 1924
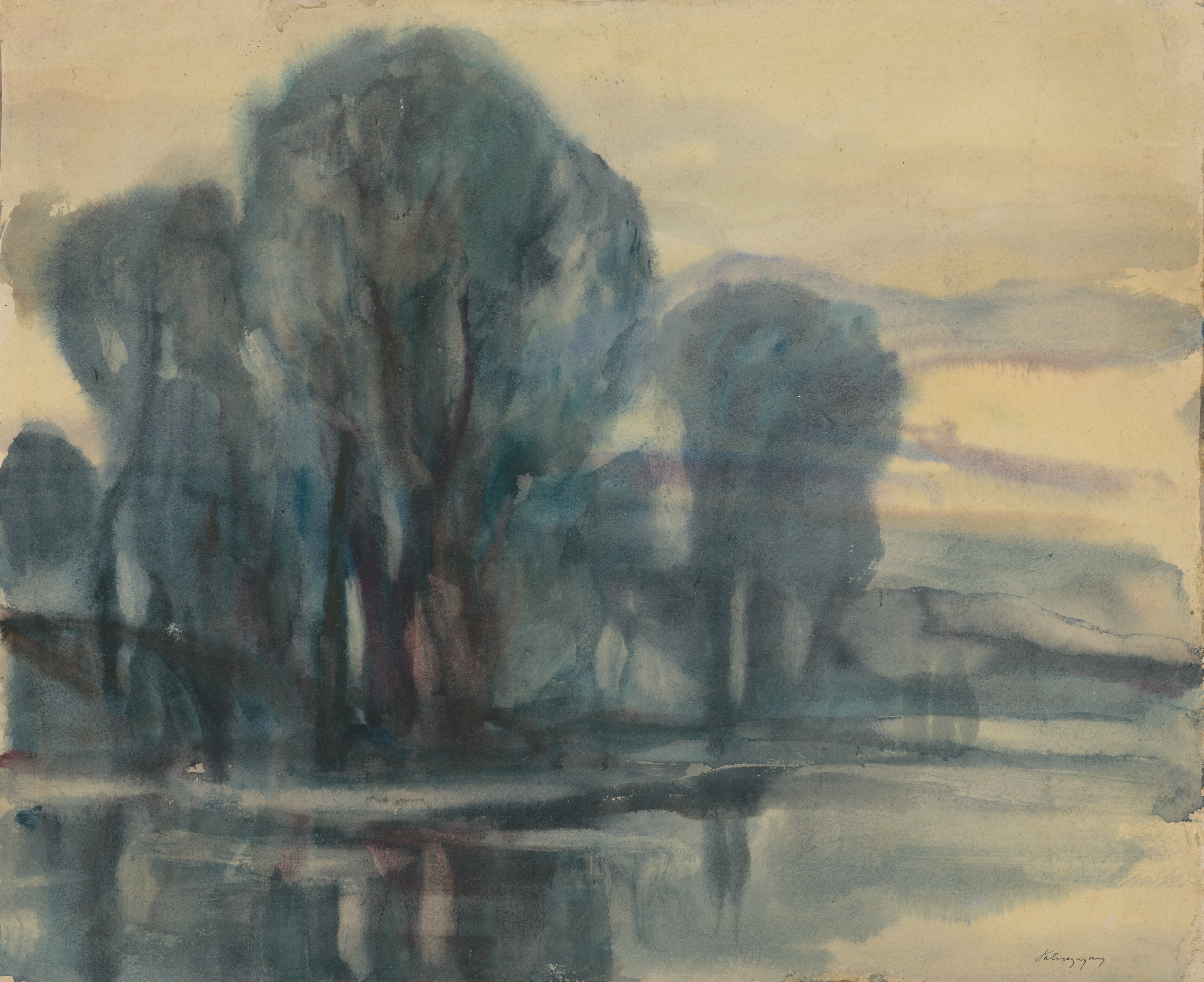
Stromy na rieke (Fák a folyón), 1922
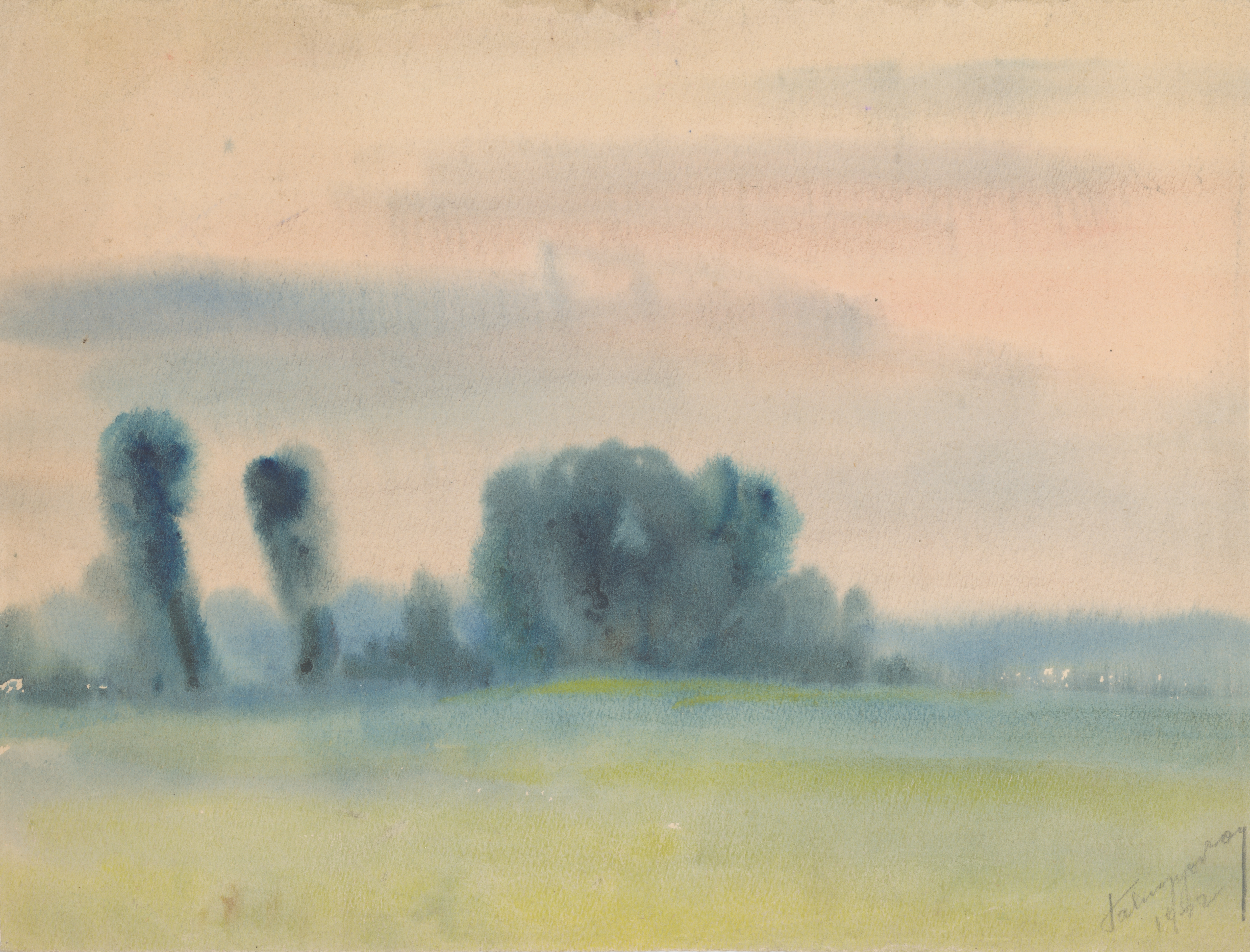
Stromy na lúkach (Fák a legelőn), 1922
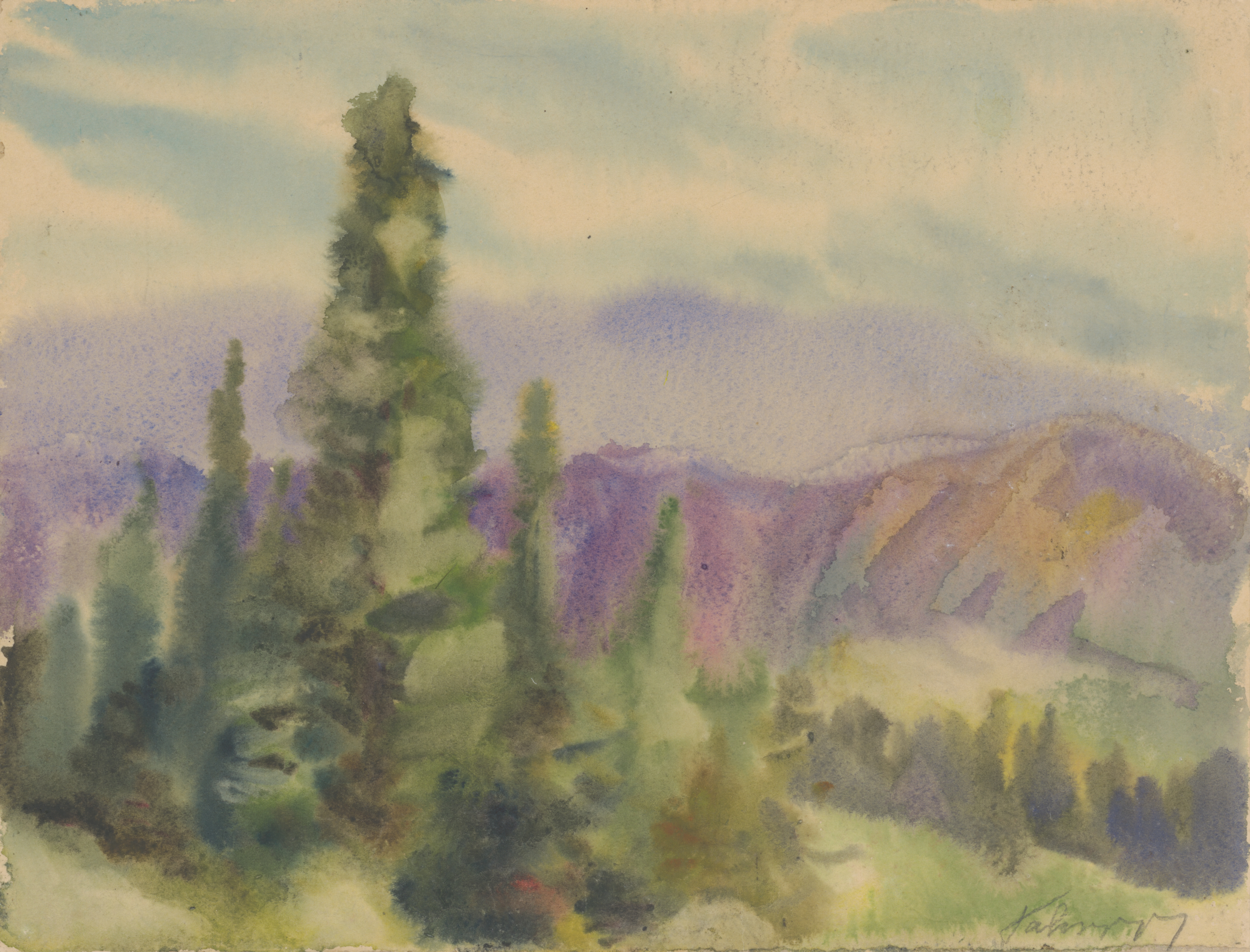
Motív z liptovských hôr (Részlet a Liptói hegységből), 1915–1935
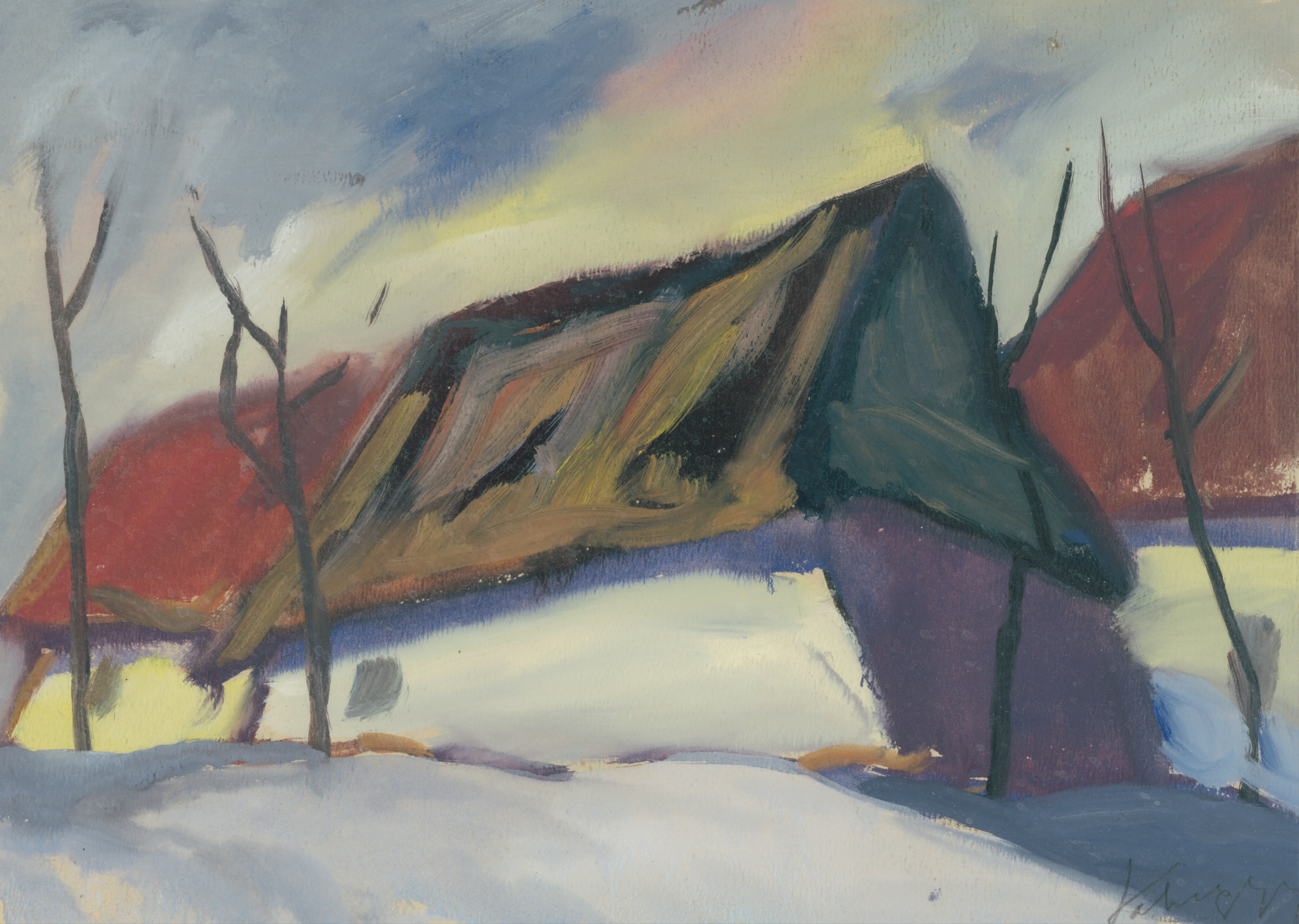
Dedinský motív (Falusi részlet), 1920
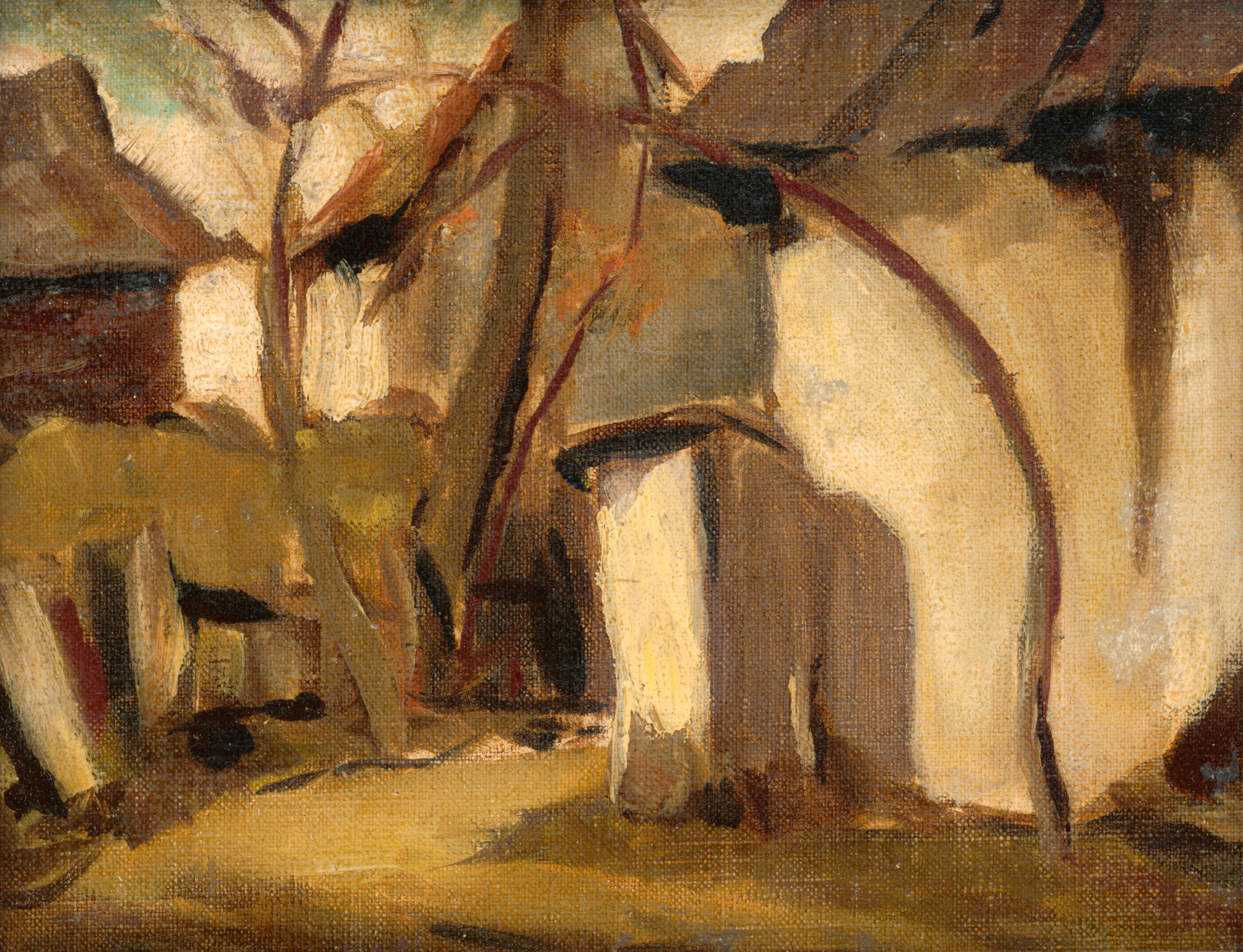
Dedinský dvor (Falusi udvar), 1920
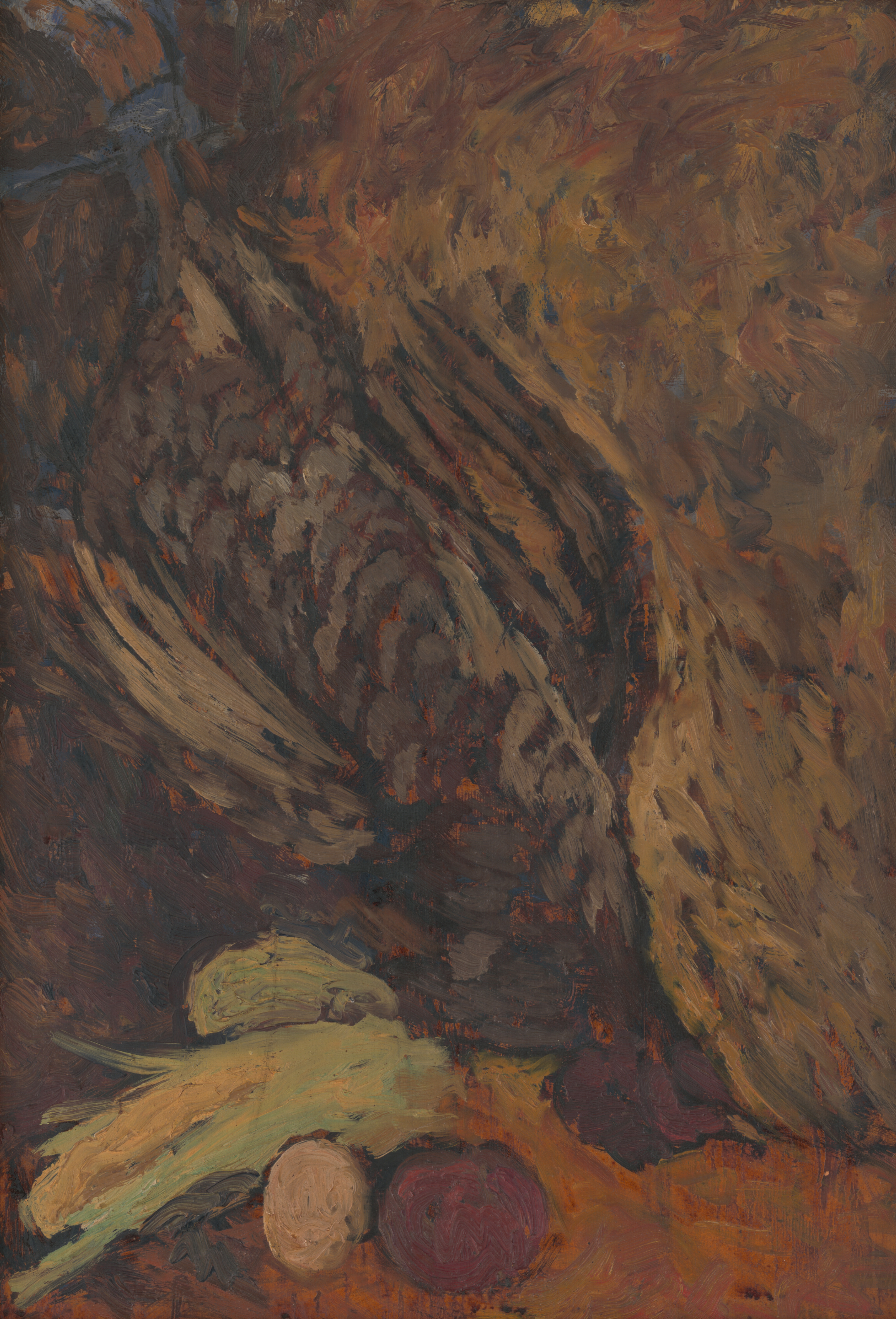
Zátišie s bažantom (Csendélet fácánnal), 1922
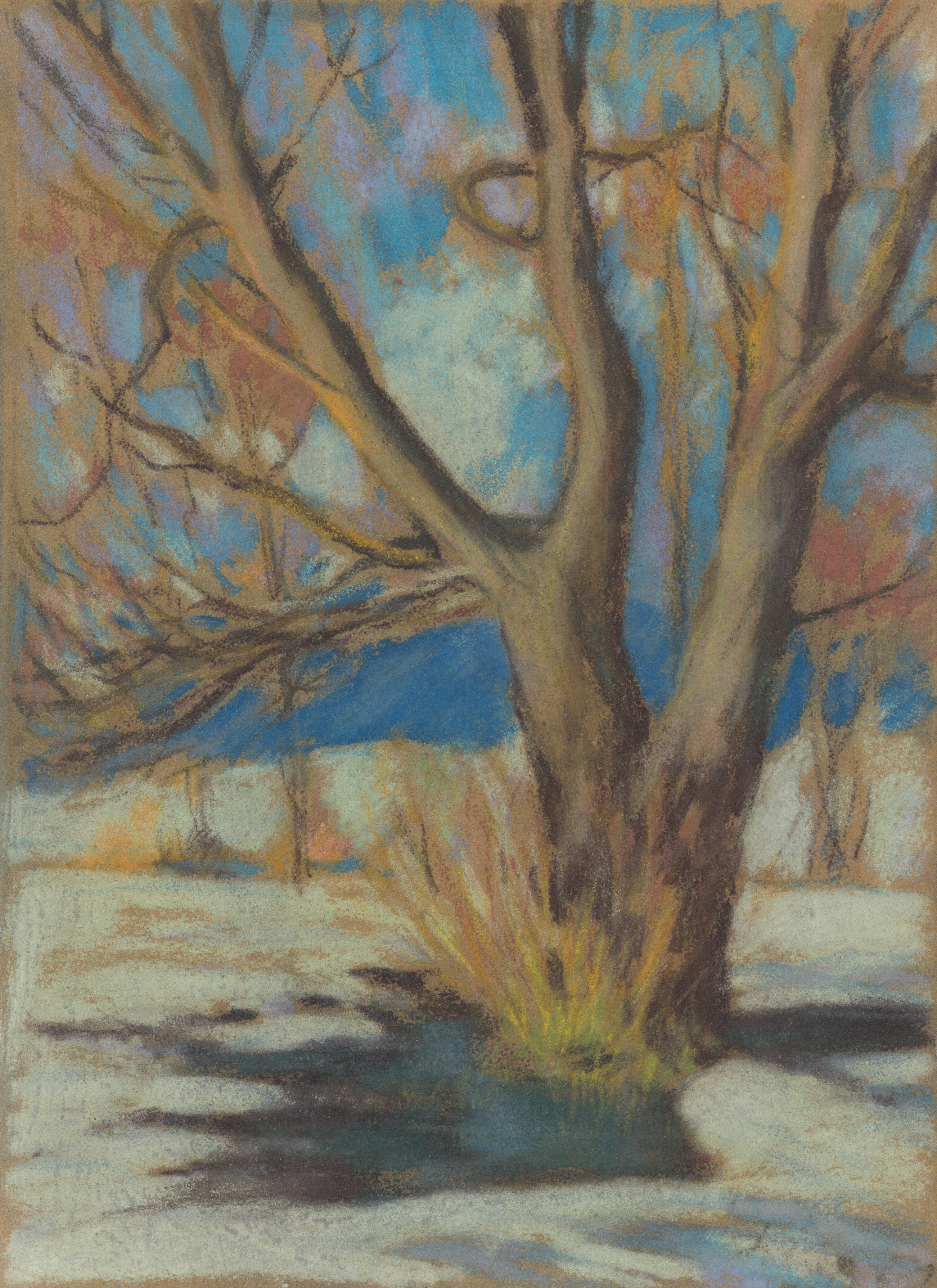
Štúdia holého stromu v zime (Kopár téli fa, tanulmány), 1934
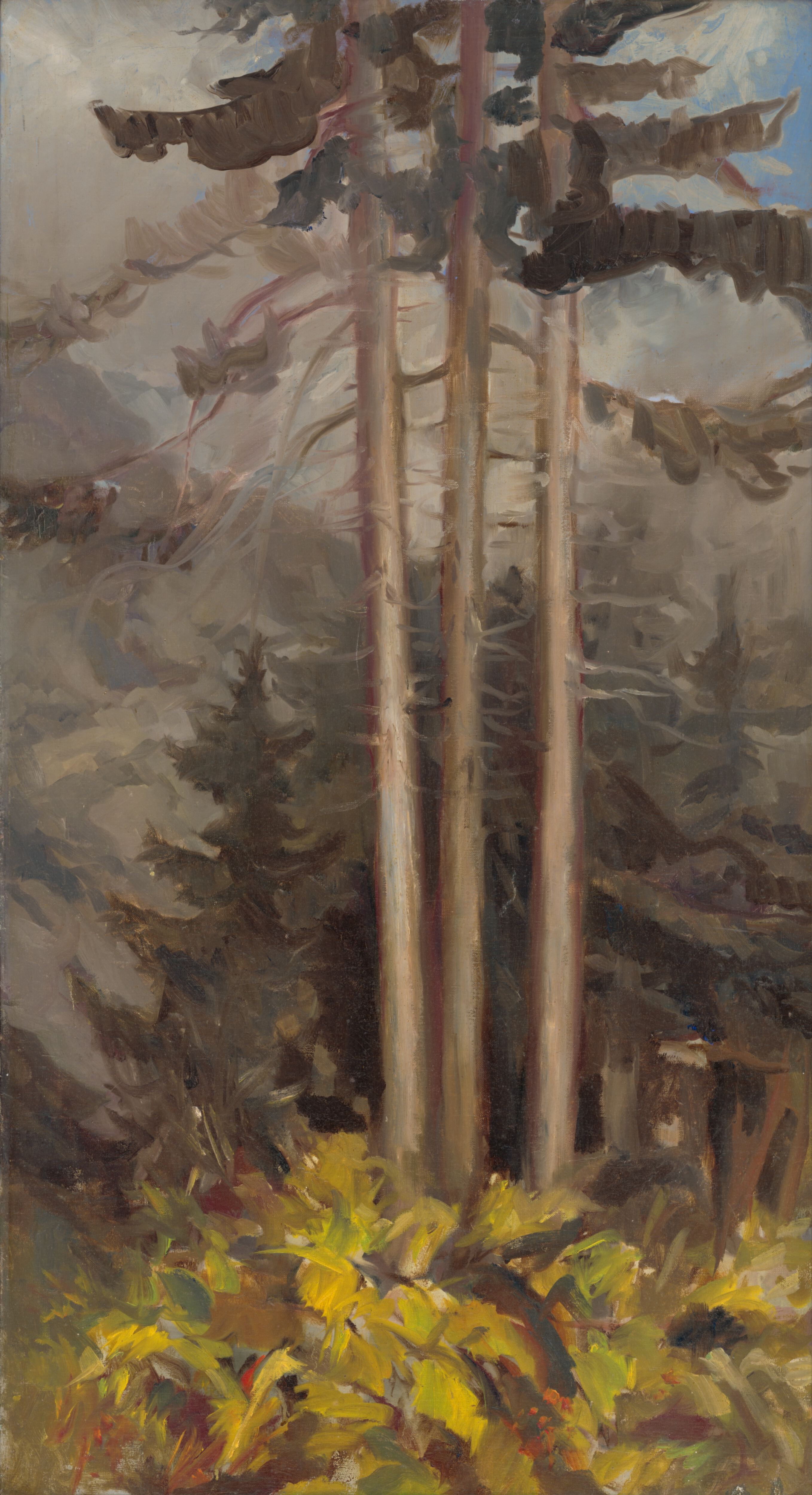
Svrčiny (Fenyves), 1920
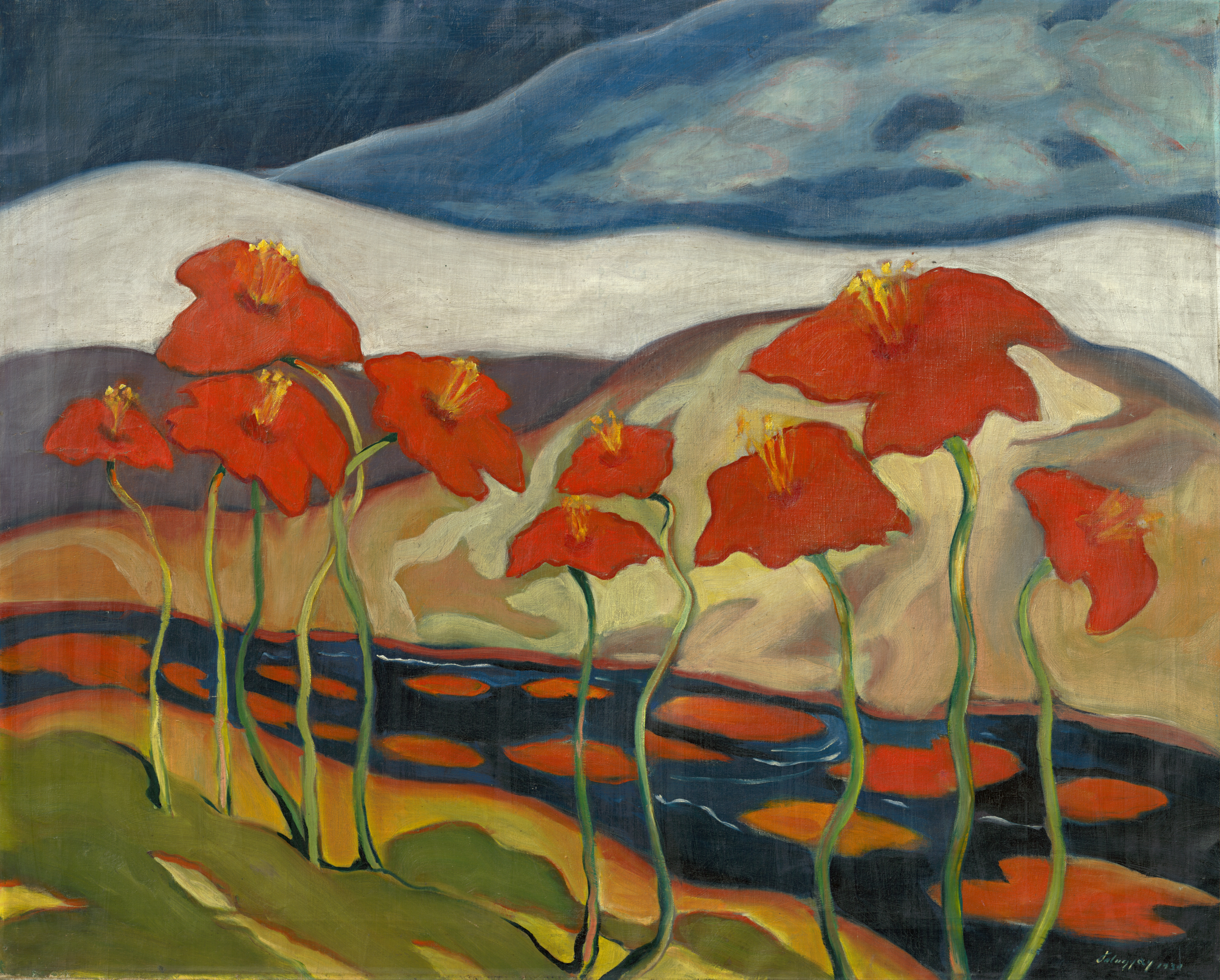
Krajina s kvetmi (Tájkép virágokkal), 1930
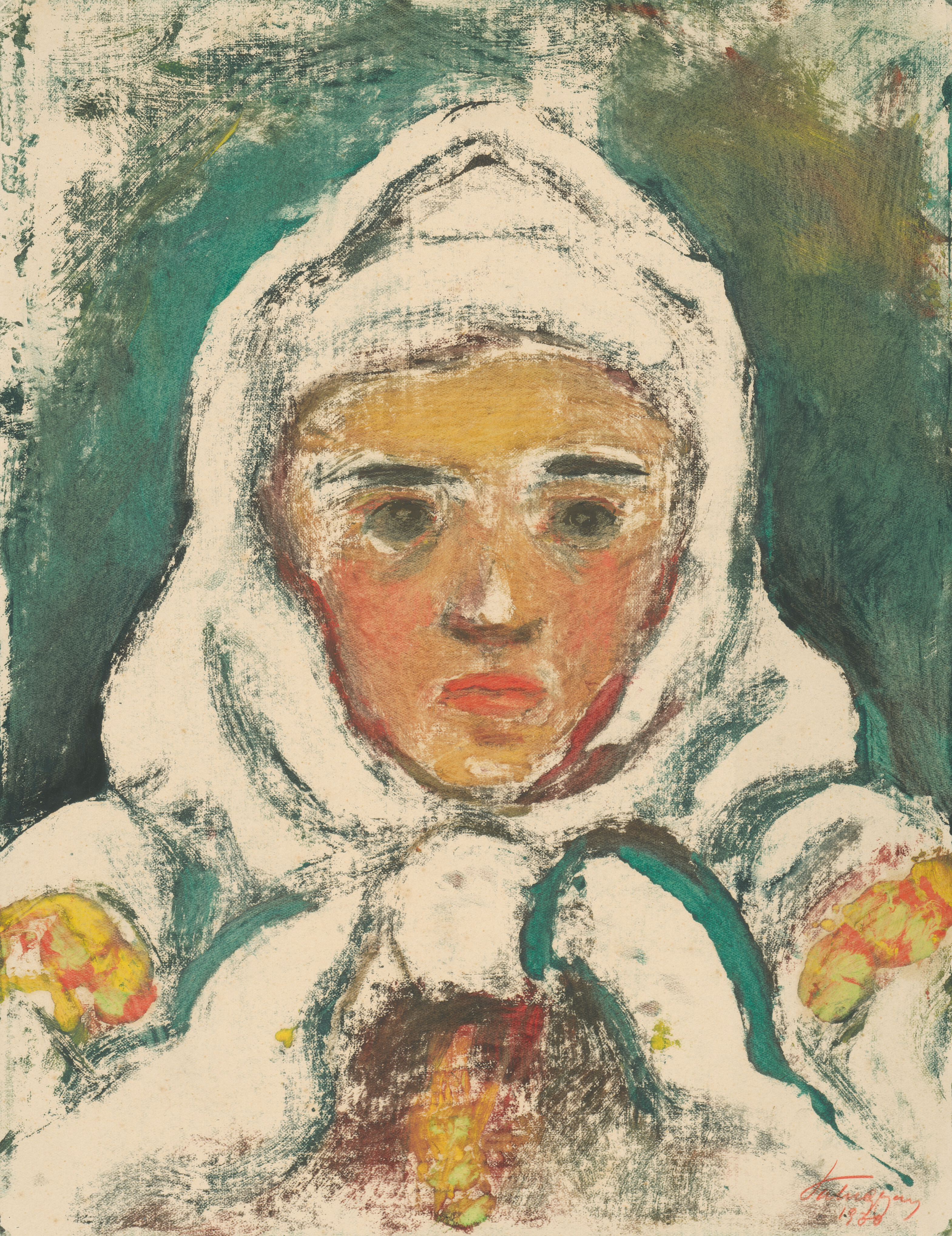
Hlava dedinčanky (Egy falusi leány), 1930
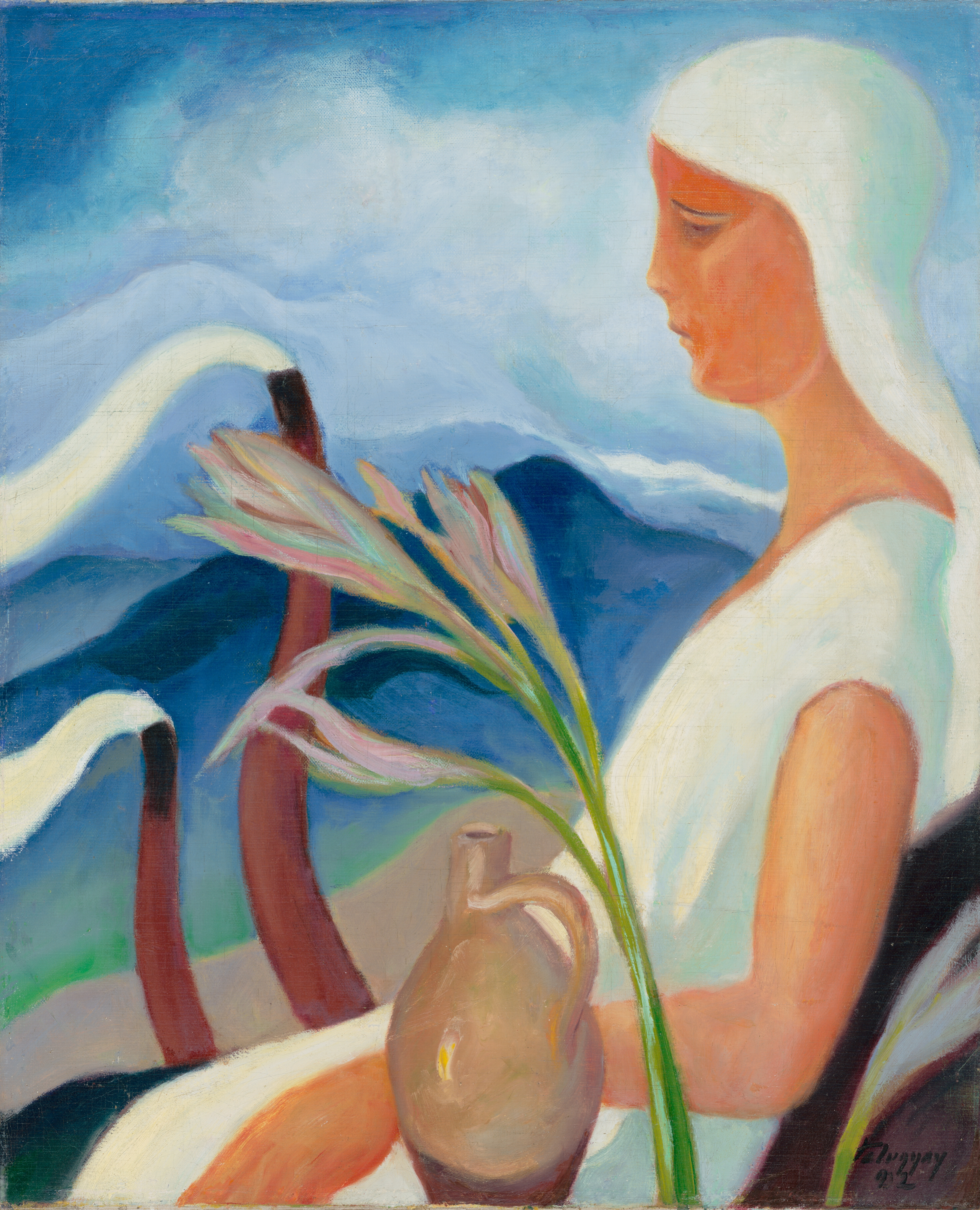
Dievča v bielom s továrenskými komínmi a s kvetmi (Fehér ruhás lány gyárkéményekkel és virágokkal), 1934
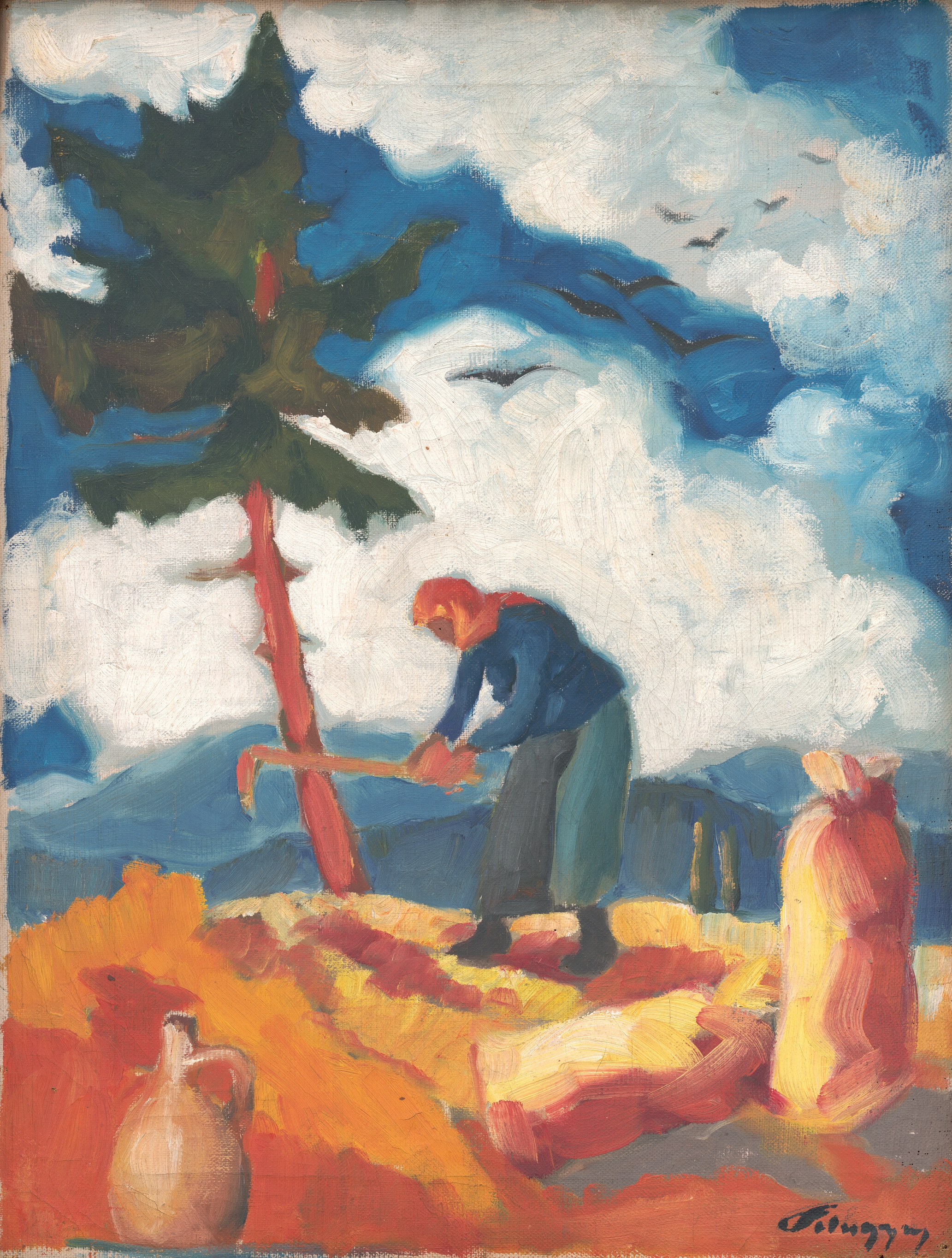
Kopačka zemiakov (Burgonyaásó), 1932
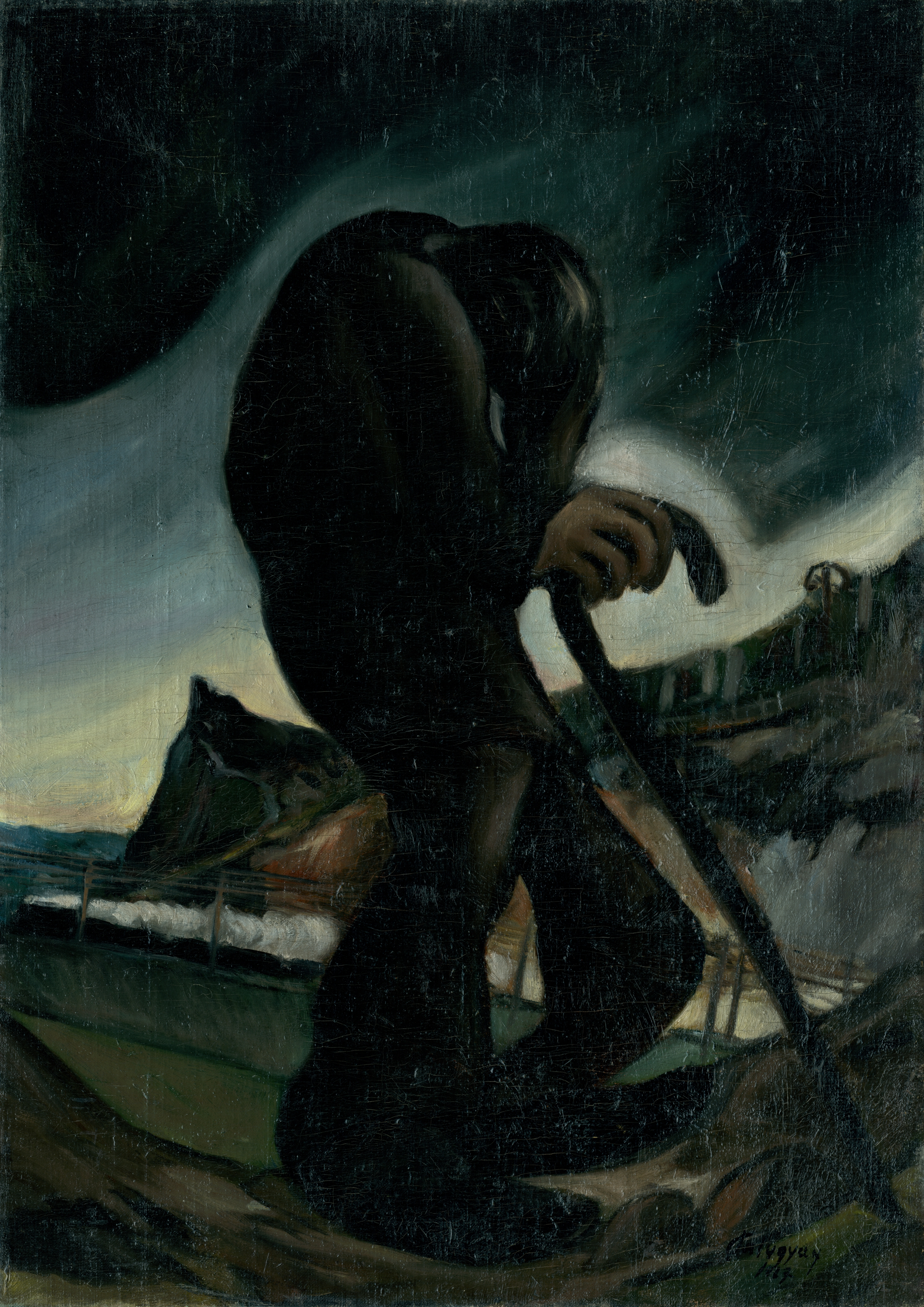
Ahasver, 1927